# Załywanszczyna
Załywanszczyna (ukr. Заливанщина, hist. pol. Zalewańczyzna, Zaliwańczyzna) – wieś na Ukrainie, w obwodzie winnickim, w rejonie chmielnickim. W 2001 liczyła 532 mieszkańców, spośród których 519 wskazało jako ojczysty język ukraiński, a 13 rosyjski.

## Urodzeni
- Ambroży (Polikopa)